# Mustila
Mustila är en halvö i Finland. Den ligger i Kalajoki i landskapet Mellersta Österbotten, i den centrala delen av landet, 400 km norr om huvudstaden Helsingfors.